# Sportgymnasium Magdeburg
Das Sportgymnasium Magdeburg  ist ein Sportgymnasium in Magdeburg. Schüler und Absolventen der 1953 als Kinder- und Jugendsportschule gegründeten Schule konnten zahlreiche nationale und internationale Titel gewinnen, darunter eine Vielzahl von Medaillen bei Olympischen Spielen, Welt- und Europameisterschaften sowie Europapokalsiege im Fußball und Handball.

## Lage
Das Sportgymnasium liegt im Stadtteil Cracau an der „Friedrich-Ebert-Straße“. Direkt neben dem Gymnasium liegen das Sportinternat sowie die dazugehörige Mensa.

## Aktuelle Situation
Das Sportgymnasium ist eine von bundesweit 41 Eliteschulen des Sports und eine von 29 Eliteschulen des Fußballs. Neben Fußball ist das Sportgymnasium auf Handball, Leichtathletik, Rudern, Kanu und Schwimmen spezialisiert.
Aktuell besuchen 580 Schülerinnen und Schüler das Sportgymnasium. Sie werden dabei von 32 Lehrerinnen und 22 Lehrern betreut, darunter Trainer der Sportvereine der Stadt sowie ehemalige Sportler. 19 Lehrkräfte unterrichten Sport, die meisten davon noch mindestens ein weiteres Fach. Es gibt aktuell 27 Klassen der Jahrgangsstufen 5 bis 12. Außerdem gibt es die Möglichkeit der Schulzeitstreckung für Teilnehmer internationaler Wettkämpfe. Das Abitur wird dabei ein Jahr später abgeschlossen, wofür eine zusätzliche 13. Klasse besteht.
Mit der benachbarten, 250 Schüler starken Sportsekundarschule gibt es eine enge Kooperation; viele Sportler besuchen dieselben Trainingseinheiten und sind zusammen auf dem Internat. Auch die Aufnahmetests und anderes werden zusammen durchgeführt.

## Aufnahme
Die Aufnahme auf das Sportgymnasium erfolgt im Regelfall zur Jahrgangsstufe 5. Um aufgenommen zu werden, muss im Sport mindestens die Note 2 sowie in allen anderen Fächern eine befriedigende Leistung erreicht worden sein, außerdem benötigt man eine entsprechende Schullaufbahnempfehlung sowie ein ärztliches Eignungsattest. Anschließend wird ein allgemeinsportlicher Aufnahmetest absolviert, an dem 2015 ca. 100 Kinder teilgenommen haben. Dieser gliedert sich in einen konditionellen und einen koordinativen Teil. Bewerber für den Schwimmsport müssen zusätzlich einen sportspezifischen Test absolvieren.
Eine Aufnahme für die Klassenstufen 7 bis 12 ist ausschließlich über eine zusätzliche leistungssportliche Eignung möglich. Diese wird vom Landessportbund Sachsen-Anhalt festgelegt.

## Geschichte
Das Sportgymnasium wurde als Kinder- und Jugendsportschule (KJS) im Jahr 1953 gegründet. Sie war damit eine von zuletzt 25 Schulen in der DDR, die sich auf Sport spezialisierten. Das Schulgebäude befand sich zunächst in der ehemaligen Berthold-Otto-Schule am Westring. Dort standen ein Sportplatz mit Aschenbahn sowie ein Nebenplatz zur Verfügung.
Es gab zunächst eine Stunde Sport sowie eine Stunde Schwimmen täglich, dabei gab es keine Differenzierung zwischen verschiedenen Sportarten. Alle Schüler absolvierten dasselbe, auf Athletik ausgelegte Sporttraining. Später ging man dazu über, eine allgemeine Sportstunde anzubieten, eine differenzierte Ausbildung in einzelnen Sportarten wurde dann in Sportarbeitsgemeinschaften sichergestellt. Im Schuljahr 1954/55 gab es die Sportarten Gymnastik/Turnen, Handball, Leichtathletik und Schwimmen, die von der SG Aufbau Börde, einem Vorgänger des SC Aufbau Magdeburg, angeboten wurden. Jeder Schüler durfte nur in einer Sektion Mitglied sein.
Ab dem Schuljahr 1962/63 wurde die sportliche Ausbildung der Schülerinnen und Schüler intensiviert. Man ging vom Nachmittagstraining dazu über, einzelne Klassen für eine Sportart zu bilden und die Klassen in Nähe des Trainingsortes unterrichten zu lassen. Schulunterricht und Training wechselten sich über den Tag verteilt ab. Ab diesem Jahr war es auch möglich, sein Abitur statt nach 12 nach 13 Jahren zu machen, wenn dies die sportliche Betätigung nicht anders zuließ. Nach einem Beschluss des ZK der SED sollten sich in der KJS Magdeburg auf die Sportarten Schwimmen, Kunstspringen, Turnen, Leichtathletik und Wasserball konzentriert werden. Es gab 498 Schülerinnen und Schüler, die in 21 Klassen von 46 Lehrkräften unterrichtet wurden.
Schon wenig später wurden die geförderten Sportarten erneut geändert. Leichtathletik, Handball, Fußball, Kanu, Rudern und Schwimmen sollten speziell in Magdeburg gefördert werden, Turnen, Kunstspringen und Wasserball fielen hingegen weg. Bis zum Umzug in die bis heute genutzten Gebäude 1976 wurde die Klassengröße auf maximal 25 reduziert, am neuen Standort in Cracau gab es 37 Klassen, in denen 387 Schülerinnen und Schüler von 42 Lehrkräften unterrichtet wurden. Fast die Hälfte der Nachwuchssportler wohnte im Internat. Kurze Zeit später wurde die sportspezifische Ausbildung in die Hände der hauptamtlichen Trainer des 1. FC Magdeburg und SC Magdeburg gelegt.
Wie eine „normale“ Schule in der DDR war auch die KJS Magdeburg im System der SED verzahnt und die Lehrkräfte angehalten, für eine „gute politische Bildung“ der Schüler zu sorgen. Im Rahmen der politischen Reform in der DDR bis zur Wiedervereinigung wurde im Dezember 1989 die Parteigruppe an der Schule abgeschafft. Um weiter wirtschaftlich sinnvoll zu arbeiten wurde die Schule für weitere Schüler geöffnet, u. a. gab es im ersten Schuljahr des wiedervereinigten Deutschlands je eine „allgemeinsportliche“ Klasse in den Jahrgangsstufen 8 bis 11. Gleichzeitig fiel die Entscheidung, aus der Schule, an dem bisher Realschulabschlüsse und das Abitur gemacht werden konnten, zu einem Gymnasium umzustrukturieren. Um den bisherigen Realschülern eine weitere, sportlich orientierte Schulbildung zu ermöglichen wurde die Sekundarschule „Hans Schellheimer“ in eine Sportsekundarschule umgewandelt.
Eine 2,3 Millionen € teure Sanierung fand 2005 statt, nach dem bereits 2003 das Sportinternat für 2,5 Millionen € auf den neusten Stand gebracht wurde. Seit dem 1. Januar 2006 ist das Sportgymnasium in kommunaler Trägerschaft.

## Bekannte ehemalige Schüler (Auswahl)

### Fußball
- Marcel Schmelzer (* 22. Januar 1988 in Magdeburg), Deutscher Meister 2011 und 2012, DFB-Pokalsieger 2012; U21-Europameister 2009
- Manfred Zapf (* 24. August 1946 in Stapelburg), Europapokalsieger der Pokalsieger 1974 und Bronze bei den Olympischen Spielen 1972[4]
- Jürgen Pommerenke (* 22. Januar 1953 in Wegeleben), Europapokalsieger der Pokalsieger 1974 und Bronze bei den Olympischen Spielen 1972[4]
- Jürgen Sparwasser (* 4. Juni 1948 in Halberstadt), Europapokalsieger der Pokalsieger 1974 und Bronze bei den Olympischen Spielen 1972[4]
- Detlef Enge (* 12. April 1952 in Schwanebeck), Europapokalsieger der Pokalsieger 1974[4]
- Klaus Decker (* 26. April 1952 in Salzwedel), Europapokalsieger der Pokalsieger 1974[4]
- Detlef Raugust (* 26. August 1954 in Zerbst), Europapokalsieger der Pokalsieger 1974[4]
- Maik Franz (* 5. August 1981 in Merseburg), Aufstieg mit dem Karlsruher SC in die 1. Bundesliga[6]
- Florian Krüger (* 13. Februar 1999 in Staßfurt), Deutscher Nachwuchsnationalspieler und unter Vertrag bei Arminia Bielefeld[7]

### Handball
- Hans-Jürgen („Hannes“) Eichhorn, Europapokalsieger der Landesmeister 1966[4]
- Barb Heinz (* 21. Dezember 1945 in Magdeburg), Weltmeisterin 1971[4]
- Helmut Kosmehl (* 27. September 1944), Europapokalsieger der Landesmeister 1967, 1970, 1971 und 1974[4]
- Liane Michaelis (* 23. April 1953 in Schönebeck), Silbermedaille bei den Olympischen Spielen 1976, Weltmeisterin 1975[4]
- Silvia Siefert (* 19. Juli 1953 in Magdeburg), Silbermedaille bei den Olympischen Spielen 1976 und Weltmeisterin 1975
- Christine Gehlhoff, Weltmeisterin 1975
- Kornelia Kunisch (* 17. Oktober 1959 in Lübben), Weltmeisterin 1978 und Bronzemedaille bei den Olympischen Spielen 1980
- Hartmut Krüger (* 8. Mai 1953 in Güsen), Goldmedaille bei den Olympischen Spielen 1980 und Europapokalsieger der Landesmeister 1978 und 1981
- Reinhard Schütte, 3. Platz bei der Weltmeisterschaft 1978
- Ingolf Wiegert (* 3. November 1957 in Magdeburg), Goldmedaille bei den Olympischen Spielen 1980 und Europapokalsieger der Landesmeister 1978 und 1981
- Peter Pysall (* 26. Juni 1960 in Heiligenstadt), 3. Platz bei der Weltmeisterschaft 1986 und Europapokalsieger der Landesmeister 1981
- Gunar Schimrock (* 19. März 1959 in Bahrendorf), 3. Platz bei der Weltmeisterschaft 1986 und Europapokalsieger der Landesmeister 1978 und 1981
- Holger Winselmann (* 11. November 1963 in Magdeburg), 3. Platz bei der Weltmeisterschaft 1986
- Christian Sprenger (* 6. April 1983 in Ludwigsfelde), THW Kiel
- Matthias Musche (* 18. Juli 1992 in Magdeburg), SC Magdeburg[2]

### Rudern
- Harald Jährling (* 20. Juni 1954 in Burg), Goldmedaillen bei den Olympischen Spielen 1976 und 1980
- Friedrich-Wilhelm Ulrich (* 20. Oktober 1953 in Packebusch), Goldmedaillen bei den Olympischen Spielen 1976 und 1980[4]
- Martin Winter (* 5. November 1955 in Zerbst; † 21. Februar 1988 in Magdeburg), Goldmedaille bei den Olympischen Spielen 1980[4]
- André Willms (* 18. September 1972 in Burg (bei Magdeburg)), Goldmedaille bei den Olympischen Spielen 1992 und 1996

### Kanu
- Bernd Duvigneau (* 3. Dezember 1955 in Magdeburg), Goldmedaille bei den Olympischen Spielen 1980[4]
- Marion Gruppe, 3. Platz bei der Weltmeisterschaft 1971[4]
- Ulrich Hellige, 1. Sowie 3. Platz bei der Weltmeisterschaft  1974[4]
- Jürgen Lehnert (* 2. November 1954 in Magdeburg), Bronze bei den Olympischen Spielen 1976[4]
- Ingeborg Lösch, mehrfache DDR-Meisterin[4]
- Harald Marg (* 26. September 1954 in Magdeburg), Goldmedaille bei den Olympischen Spielen 1980 und sechsfacher Weltmeister[4]
- Käthe Pohland, 3. Platz bei der Weltmeisterschaft 1966[4]
- Olaf Heukrodt (* 23. Januar 1962 in Magdeburg), Goldmedaille bei den Olympischen Spielen 1988
- Yul Oeltze (* 13. September 1993 in Magdeburg), Weltmeister 2017 und 2018

### Leichtathletik
- Volker Caysa (* 24. Juni 1957 in Halberstadt; † 3. August 2017 in Leipzig) Vor seinem Philosophiestudium war Caysa in der DDR als Sportler aktiv. 1977 erzielte er im Hammerwerfen eine Bestweite von 55,74 m. Als ehemaliger Sportler sprach er sich dafür aus, Dopingpraktiken als Ausdruck der Industrialisierung des Körpers zu analysieren.
- Margitta Helmbold (* 29. Juni 1941 in Magdeburg), Goldmedaille bei den Olympischen Spielen 1968[4]
- Carla Bodendorf (* 13. August 1953 als Carla Rietig in Eilsleben), Goldmedaille bei den Olympischen Spielen 1976
- Olaf Prenzler (* 24. August 1958 in Kästorf), Europameister 1982
- Andreas Knebel (* 21. Juni 1960 in Sangerhausen), Silbermedaille bei den Olympischen Spielen 1980
- Barbara Broschat, Weltmeisterin 1980
- Sigrid Ulbricht (* 25. Juli 1958 in Klötze als Sigrid Heimann), Goldmedaillen Europacup 1981 und Weltcup 1981
- Cornelia Ullrich (* 26. April 1963 in Halberstadt), 3. Platz bei der Weltmeisterschaft 1981
- Frank Emmelmann (* 15. September 1961 in Schneidlingen), Europameister 1982
- Kathrin Neimke (* 18. Juli 1966 in Magdeburg), Silbermedaille bei den Olympischen Spielen 1988

### Schwimmen
- Angela Franke (* 18. November 1957 in Magdeburg), mehrfache Europameisterin[4]
- Yvonne Nieber, 3. Platz bei der Europameisterschaft 1970[4]
- Petra Riedel, Bronzemedaille bei den Olympischen Spielen 1980
- Frank Baltrusch (* 21. März 1964 in Magdeburg), Silbermedaille bei den Olympischen Spielen 1988
- Kristin Otto (* 7. Februar 1966 in Leipzig), sechs Goldmedaillen bei Olympischen Spielen
- Kathleen Nord (* 26. Dezember 1965 in Magdeburg), Goldmedaille bei den Olympischen Spielen 1988
- Rainer Sternal, 2. Platz bei den Europameisterschaften 1981 und 1983
- Anke Möhring (* 28. August 1969 in Magdeburg), Bronzemedaille bei den Olympischen Spielen 1988
- Astrid Strauß (* 24. Dezember 1968 in Berlin), Silbermedaille bei den Olympischen Spielen 1988
- Lukas Märtens (* 27. Dezember 2001), Silbermedaille bei der Weltmeisterschaft und Europameisterschaft 2022[8], Goldmedaille bei den Olympischen Spielen 2024
- Isabel Gose (* 9. Mai 2002 in Berlin), mehrere Silber- und Bronzemedaillen bei den Europameisterschaften 2019 und 2022[9], Bronzemedaille bei den Olympischen Spielen 2024